# INDEPENDIENTE
『INDEPENDIENTE』（インデペンディエンテ）は、Dragon Ash7枚目のアルバム。1997年のメジャーデビューから丁度10年目となる2007年2月21日にMOB SQUADからリリース。

## 概要
- タイトルの「INDEPENDIENTE」は、スペイン語で「独立、自由、孤高」を意味する。
- コロンビアのサッカーチーム「インデペンディエンテ・サンタフェ」からも由来。
- 初回限定盤[2]はCD EXTRA仕様：「Ivory」「few lights till night」「夢で逢えたら」ミュージック・ビデオ収録（「Fly」もミュージック・ビデオが存在するが未収録）。
- 前作『Río de Emoción』の流れを汲み、ラテン色が強くなっている。このような形になることは『Río de Emoción』を作っている時から考えていたそうである。
- スペースシャワーTVで放送された特番で本作が現在のDragon Ashの形を表現していると述べた。
- 『25 - A Tribute To Dragon Ash -』ではBRAHMANが「few lights till night」をカバーしている。

## 収録曲
作詞：Kj　作曲・編曲：Dragon Ash
1. Independiente（Intro）
2. Develop the music
  - アルバムレコーディングで最初に録ったトラック。この曲でアルバムが「転った」（動き出した）。（Kj談@TOKYO FM - discord）
3. stir
  - 「few lights till night」C/W曲。
4. Fly
  - 「music.jp」CMソング。
  - MVやライブでは、サビのコールが一回多い（3:09辺り）。
5. Ivory
  - 16thシングル。
6. Libertad de fiesta
7. El Alma feat. SHINJI TAKEDA
  - サックスで武田真治が参加。
  - NTTドコモ「703iシリーズ」CMソング
  - NHK「サラリーマンNEO」のコーナー「セクスィー部長」挿入歌。
8. Rainy
  - 「夢で逢えたら」C/W曲。
  - 「kissmark」CMソング。
9. Step show（interlude）
10. Samba`n'bass
11. Luz del sol feat.大蔵 from ケツメイシ
  - ケツメイシの大蔵が参加。
12. few lights till night
  - 17thシングル。
13. Beautiful
  - 発売間際までインストだった曲。
14. 夢で逢えたら
  - 18thシングル。